# Mops trevori
Mops trevori је сисар из реда слепих мишева и фамилије Molossidae. 

## Угроженост
Подаци о распрострањености ове врсте су недовољни.

## Распрострањење
Врста има станиште у Гани, ДР Конгу, Нигерији, Обали Слоноваче, Судану, Уганди и Централноафричкој Републици.

## Популациони тренд
Популација ове врсте се смањује, судећи по расположивим подацима.